# Liste der Kulturgüter in Gurbrü
Die Liste der Kulturgüter in Gurbrü enthält alle Objekte in der Gemeinde Gurbrü im Kanton Bern, die gemäss der Haager Konvention zum Schutz von Kulturgut bei bewaffneten Konflikten, dem Bundesgesetz vom 20. Juni 2014 über den Schutz der Kulturgüter bei bewaffneten Konflikten sowie der Verordnung vom 29. Oktober 2014 über den Schutz der Kulturgüter bei bewaffneten Konflikten unter Schutz stehen.
Objekte der Kategorie A sind im Gemeindegebiet nicht ausgewiesen, Objekte der Kategorie B sind vollständig in der Liste enthalten, Objekte der Kategorie C fehlen zurzeit (Stand: 18. Februar 2024). Unter übrige Baudenkmäler sind geschützte Objekte zu finden, die im Bauinventar des Kantons Bern als «schützenswert» verzeichnet sind.

## Kulturgüter
| Foto |                                                     | Objekt                   | Kat. | Typ | Standort                 | Beschreibung |
| ---- | --------------------------------------------------- | ------------------------ | ---- | --- | ------------------------ | --- |
| ja   | Datei hochladen · Wikidata zu Wohnstock (Q29652121) | Wohnstock KGS-Nr.: 00928 | B    | G   | Eggen 1a 583289 / 201495 | 1605 erbauter Wohnstock mit Ökonomie-Anbau um 1900. Baugeschichtlich interessantes Bauwerk gemischter Konstruktion unter geknicktem Viertelwalmdach mit schlichten Freibünden. Das Untergeschoss und die Hauptgeschosse sind massiv verputzt und im Stil der Spätrenaissance bemalt. Die aus Hausteinen bestehende Fassade ist asymmetrisch gegliedert. |

## Übrige Baudenkmäler
Hinweis: Anstelle der KGS-Nummer wird als Objekt-Identifikator (ID) die Grundstücksnummer verwendet.
| ID  | Foto |                                                                                     | Objekt                           | Typ | Standort                             | Beschreibung |
| --- | ---- | ----------------------------------------------------------------------------------- | -------------------------------- | --- | ------------------------------------ | ------------ |
| 89  | ja   | Datei hochladen · Wikidata zu Bauernhaus in Gurbrü (1806) (Q131582533)              | Bauernhaus (1806)                | G   | Alte Hauptstrasse 26 582754 / 201561 |              |
| 127 | ja   | Datei hochladen · Wikidata zu Speicher in Gurbrü (1541/42) (Q131582534)             | Speicher (1541/42)               | G   | Eggen 1b 583281 / 201471             |              |
| 133 | ja   | Datei hochladen · Wikidata zu Ehemaliger Gasthof Rössli, Gurbrü (1868) (Q131582535) | Ehemaliger Gasthof Rössli (1868) | G   | Unterdorf 9 583103 / 201430          |              |
| 180 | ja   | Datei hochladen · Wikidata zu Bauernhaus in Gurbrü (1780) (Q131582536)              | Bauernhaus (1780)                | G   | Oberdorf 39 583097 / 201645          |              |
| 180 | ja   | Datei hochladen · Wikidata zu Speicher in Gurbrü (1754) (Q131582537)                | Speicher (1754)                  | G   | Oberdorf 39a 583114 / 201666         |              |
| 187 | ja   | Datei hochladen · Wikidata zu Ehemaliges Bauernhaus (1809) Gurbrü (Q131582538)      | Ehemaliges Bauernhaus (1809)     | G   | Gässli 11 583173 / 201513            |              |